# Castlemilk Moorit
Castlemilk Moorit là giống cừu hiếm có của các giống cừu nội địa (còn được gọi là Moorit Shetland, Milledge Sheep, hoặc Castlemilk Shetland) có nguồn gốc từ vùng Dumfriesshire ở Scotland.
Được tạo ra như một giống cừu dùng để trang trí trong những năm 1900 để tô điểm cho công viên của dinh thự của Sir John Buchanan Jardine, nó là một hỗn hợp lai giống của một số giống cừu nguyên thủy: Manx Loaghtan, Shetland và mouflon hoang dã. Tên của giống cừu đề cập đến khu vực bất động sản Castlemilk, nơi mà chúng được lai tạo và từ vùng Hạ đồng bằng Scots "neo" ám chỉ màu nâu nhạt hoặc nâu đỏ của lông cừu giống này.
Castlemilk Moorit là một trong những giống cừu đuôi ngắn Bắc Âu, có đuôi ngắn, hình tam giác. Castlemilk Moorit có sừng ở cả hai giới và lông cừu thường là được nhổ thay vì cần cắt. Tất cả các con cừu Castlemilk Moorits đều có nguồn gốc từ một đàn mười con cái và hai con đực, và tổ chức British Rares Survival Trust liệt kê giống này là "dễ bị tổn thương", chỉ có tối đa 900 cá thể của loài này đã đăng ký. Một quần thể ở nước ngoài quan trọng của Castlemilk Moorits ở Hà Lan (flockbook VSS) và Bỉ (flockbook SLE) giúp đảm bảo tương lai của giống này. Việc sử dụng chính của giống này là nuôi gia súc theo sở thích.